# (1867) Deiphobus
(1867) Deiphobus ist ein Asteroid aus der Gruppe der Jupiter-Trojaner. Damit werden Asteroiden bezeichnet, die auf den Lagrange-Punkten auf der Bahn des Jupiter um die Sonne laufen. (1867) Deiphobus wurde am 3. März 1971 von Carlos Ulrrico Cesco entdeckt. 
Benannt wurde der Asteroid nach dem Trojaner Deiphobos, Sohn des Priamos, einer legendären Figur des Trojanischen Krieges.